# ビリー・ボイド
ビリー・ボイド（Billy Boyd, 1968年8月28日 - ）は、イギリス・スコットランドのグラスゴー出身の俳優。

## 略歴
子供の頃から俳優になりたいと思っていたが、12歳のときに両親を亡くし、17歳で学校を辞めて製本工場で6年の間働いた。
その後、この仕事にうんざりしてきた彼はアメリカに行くことを計画するが、運よく英国王立スコットランド音楽院 (Royal Scottish Academy of Music and Drama) に入学することが出来、演技の勉強を本格的にはじめることになった。卒業後、テレビに小さな役で出演したり、舞台に立っていたところ、エージェントの勧めで受けたオーディションに合格、『ロード・オブ・ザ・リング』のペレグリン・トゥック（ピピン）役を獲得することになった。『王の帰還』では歌声も披露している。
『ロード・オブ・ザ・リング』以降は主にイギリス映画に出演している。
また、Beecakeというバンドのフロントを務めている。
『ロード・オブ・ザ・リング』の前日譚『ホビット』3部作の最終章『ホビット 決戦のゆくえ』の主題歌「The Last Goodbye」を歌っている。

## 主な出演作

### 映画
| 公開年 | 邦題 原題                                                                              | 役名               | 備考     |
| ------ | -------------------------------------------------------------------------------------- | ------------------ | -------- |
| 2001   | ロード・オブ・ザ・リング The Lord of the Rings: The Fellowship of the Ring             | ピピン             |          |
| 2002   | ロード・オブ・ザ・リング/二つの塔 The Lord of the Rings: The Two Towers                | ピピン             |          |
| 2003   | マスター・アンド・コマンダー Master and Commander: The Far Side of the World           | バレット・ボンデン |          |
| 2003   | ロード・オブ・ザ・リング/王の帰還 The Lord of the Rings: The Return of the King        | ピピン             |          |
| 2006   | トップ・ランナー The Flying Scotsman                                                   |                    |          |
| 2012   | オズの魔法使い Dorothy and the Witches of Oz                                           | ニック             |          |
| 2024   | ロード・オブ・ザ・リング/ローハンの戦い The Lord of the Rings: The War of the Rohirrim | シャンク           | 声の出演 |
| 2025   | Dog Man                                                                                | シーマス           | 声の出演 |

### テレビ
| 放送 | 邦題 原題                | 役名       | 備考 |
| ---- | ------------------------ | ---------- | ---- |
| 2020 | アウトランダー Outlander | フォーブス |      |